# Ingeborg Hark
Ingeborg Hark eller Ingeborg Harchis, död 1610, var en dansk kvinna som avrättades för häxeri i Ribe, vars protokoll från 1572–1652 är de mest välbevarade av alla danska häxprocesser, och därför har blivit de bäst undersökta av de danska häxprocesserna. 

## Biografi
Ingeborg Hark var gift med borgaren Hans Kristensen Vodder i Ribe. Hon angavs redan 1577 av den åtalade Maren Prækfaders, men svor sig framgångsrikt fri med 24 dannemænd. Det var en framgångsrik metod för människor av de högre samhällsklasserna att undslippa häxeriåtal, som sällan fungerade för de fattiga kvinnor som normalt avrättades för häxeri, och det var också varför 1577 års häxprocess i Ribe avstannade.
Hon anklagades för andra gången 1578 av Hans Guldager för att ha trollat hans hustru sjuk, men undvek arrestering. 
1610 anklagades hon för trolldom för tredje gången, då hon beskylldes för att ha förhäxat ett flertal personer. Under tortyr angav hon sin dotter Bodil Hark. Då tortyren var över och hon fördes till sin avrättning, förklarade hon att hennes bekännelse, liksom angivelsen av dottern, var osann och bara hade ägt rum på grund av tortyren.